# Bulbophyllum leptopus
Bulbophyllum leptopus là một loài phong lan thuộc chi Bulbophyllum.